# マリナ・エルツォワ
マリナ・エルツォワ（ロシア語: Марина Ельцова、1970年2月4日 - ）は、ロシア出身の女性フィギュアスケート選手。1998年長野オリンピックペアロシア代表。1996年世界フィギュアスケート選手権ペアチャンピオン。パートナーはアンドレイ・ブシュコフとセルゲイ・ザイツェフ。ロシア語読みでは「マリーナ・イリツォーヴァ」に近い。

## 経歴
1970年、旧ソビエト連邦のレニングラードに生まれる。当初はセルゲイ・ザイツェフとペアを結成し、ソビエト連邦代表として国際大会に出場。1988年スケートアメリカでは2位、1989年ユニバーシアードでは3位となるなどしたがのちに解散し、1990年にアンドレイ・ブシュコフとペアを結成した。
1990-1991年シーズンからアンドレイ・ブシュコフとともに国際大会へ出場。ソビエト連邦崩壊後はロシア所属となった。1993年欧州選手権に初出場をし、いきなり優勝を飾ったが、同年の世界選手権では精彩を欠き6位に留まった。
1993-1994年シーズン、ロシア選手権で4位に終わり、リレハンメルオリンピックの代表に選出されなかったが、1994年世界選手権には出場し3位となった。1995-1996年シーズンからはISUグランプリシリーズ（当時の名称はISUチャンピオンシリーズ）に参戦し、常に表彰台に上り強豪ペアとして注目され、1996年世界選手権では念願の初優勝を飾った。しかし、1997-1998年シーズンころからケガに悩まされるようになり、1998年長野オリンピックでは7位に留まった。2000年にアマチュアを引退。

## 主な戦績
- 戦績はアンドレイ・ブシュコフとのペア時。

| 大会/年            | 1990-91 | 1991-92 | 1992-93 | 1993-94 | 1994-95 | 1995-96 | 1996-97 | 1997-98 | 1998-99 |
| ------------------ | ------- | ------- | ------- | ------- | ------- | ------- | ------- | ------- | ------- |
| オリンピック       |         |         |         |         |         |         |         | 7       |         |
| 世界選手権         |         |         | 6       | 3       | 4       | 1       | 2       | 6       |         |
| 欧州選手権         |         |         | 1       |         | 4       | 4       | 1       | 棄権    |         |
| ロシア選手権       |         |         | 2       | 4       | 1       | 2       | 1       | 1       | 4       |
| ソビエト選手権     |         | 3       |         |         |         |         |         |         |         |
| GPファイナル       |         |         |         |         |         | 2       | 3       |         |         |
| GPスケートアメリカ | 1       |         | 1       |         | 1       | 1       |         | 1       |         |
| GPスケートカナダ   |         | 3       |         |         |         |         | 2       |         |         |
| GPエリック杯       |         |         |         | 2       | 1       |         |         |         | 3       |
| GPロシア杯         |         |         |         |         |         |         | 2       | 1       | 5       |
| GP NHK杯           | 4       | 3       | 2       |         | 1       |         |         |         |         |
| GPネイションズ杯   |         |         |         |         |         | 1       | 2       |         |         |
| ユニバーシアード   | 1       |         |         |         |         |         |         |         |         |